# مکتب التقاطی

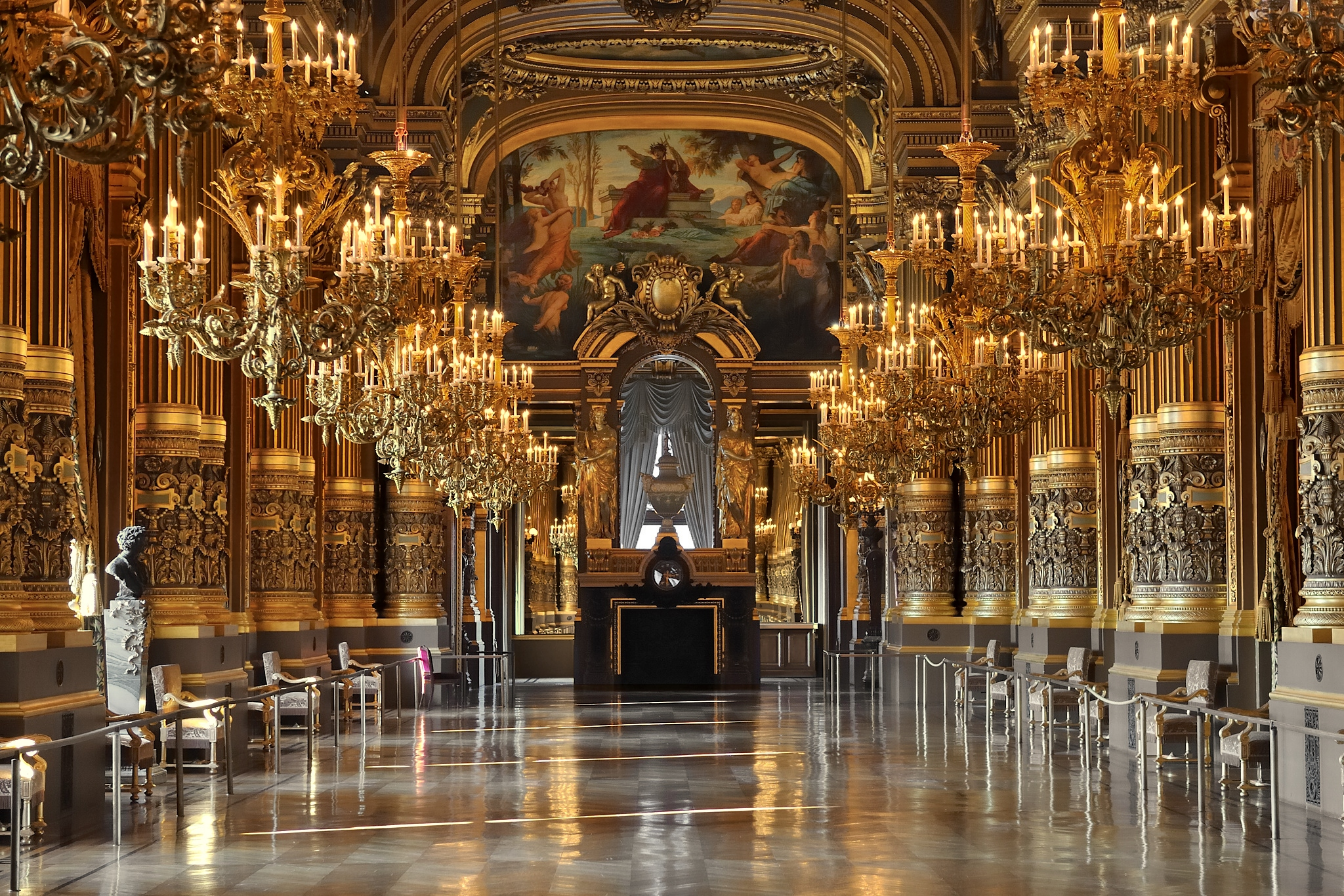
راهروی بزرگِ کاخ گارنیه، اثر شارل گارنیه، ۱۸۶۰–۱۸۷۵. از نظر سبکی، هدف آن نشان دادن تجمل معماری باروک از طریق سازه‌های عظیم و به‌لحاظ افراطی مجلل بود که تداعی‌کننده کاخ ورسای لوئی چهاردهم باشد. با این حال، این معماری فقط باروک نبود، بلکه بیشتر ترکیبی از سبک‌های کلاسیک مانند رنسانس، باروک، روکوکو، نئوکلاسیک و غیره است؛ بنابراین، این نمونه‌ای از التقاط‌گرایی است.

التقاط‌گرایی رویکرد مفهومی است که با جدیت بر پارادایم واحد و مجموعه‌ای از مفروضات تکیه نمی‌کند، بلکه در عوض از نظریه‌ها، سبک‌ها یا ایده‌های متعددی برای به دست آوردن دیدگاه‌های مکمل در مورد یک موضوع بهره‌گیری می‌کند، یا نظریه‌های مختلف را در موارد خاص به کار می‌گیرد. با این حال، التقاط‌گرایی اغلب بدون قاعده‌ها یا قوانینی است که چگونگی یا ترکیب کدام نظریه‌ها را تعیین کند.
در سال ۱۸۴۶ مجادلهٔ بین دو سبک نئوکلاسیسیسم و نئو گوتیک به اوج شدت خود رسیده بود؛ که به پیروزی هیچ‌کدام از این دسته‌ها منجر نشد و از آن زمان به بعد اکثر معماران نه تنها از سبک کلاسیک و گوتیک استفاده کردند بلکه سبک‌های رمانتیک، بیزانس، مصری، عربی و رنسانس را هم بکار گرفتند. از این طریق بود که مکتبی که با نام اکلکتیزم مشهور است به وجود آمد. مکتبی که هستهٔ آن در مکتب‌های نئوکلاسیک و رمانتیک نهفته است. شناخت بهتر سبک‌ها و بناهای کشورهای متفاوت، رواج مکتب اکلکتیزم را تسریع کرد.
از نظر فلاسفه هریک از این مکتب‌ها دنبالهٔ مکتب پیشین بوده، دارای ارزشی متساوی هستند و جمع کثیری از آنان تئوری‌هایی بر این پایه وجود آورده‌اند. هگل سعی می‌کند سلسله مراتب سبک‌های متفاوت را به صورت یک گفتمان و دیالکتیک حل کند. وی این مکتب‌ها را سلسله‌ای از تز، آنتی‌تز و سنتز می‌داند و چون مکتب اکلکتیزم را نتیجهٔ برخورد سبک‌های متفاوت می‌داند، آن را توصیه می‌کرد؛ ولی در عمل از اکلکتیزم به صورت ناخوشایندی استفاده شد.

## آراء وارده بر مکتب
که از همان ابتدا نویسندگان روشنفکر و پیشرو به مخالفت با آن پرداختند، از مخالفان گوتیه می‌گوید: اگر قرار است فلسفهٔ اکلکتیزم درست باشد من هم بی میل نیستم دزدی کنم که این خود فلسفهٔ اکلکتیک است. از طرف دیگر نیز تعداد زیادی از افراد به صراحت از اکلکتیزم دفاع می‌کردند. اروی می‌گوید: هنر هرگز تا این حد آزاد نبوده‌است، زیرا که ناچار نیست که از قیودی که مد روز به وجود می‌آورد تبعیت کند. این برای زمان ما افتخاری ست که از تمام سبک‌ها، بهر نحو و عنوان، استقبال می‌کند؛ زیرا با بالا رفتن سطح آموزش هنری، مردم بهتر می‌توانند ارزش سبک‌های مختلف را درک کنند.
پیروان مکتب اکلکتیزم (مثل گارنیه) بر این نظر بودند که باید از مدل‌های گذشته آزادانه استفاده کرد. با احیای مجدد مدل‌های گذشته مخالفت داشتند؛ ولی در عمل آنه هرگز استفادهٔ صحیح از این سبک‌ها نکردند، یعنی به خلق ترکیب‌های تازه راضی نشدند و خود را در چهارچوب اصلاحات فرهنگی مکتب اکلکتیزم محدود کردند. درک این مسئله که چطور یک معمار تحصیل کرده مرتباً از شاخی به شاخی می‌پرد و بدنبال تجربه در سبک‌های مختلف است، تا حدی مشکل است. معماران نمایندهٔ فرهنگ از هم گسیختهٔ زمان هستند. فرهنگی که پیوند خود را با گذشته از دست داده و درهای خود را بسوی تجربیات نا متجانس و تازه‌ای گشود، بدون اینکه قادر باشد از این میان راه مشخص و معینی را انتخاب کند.

## رسیونالیست
نام رسیونالیست به کسانی که از تناقضات موجود در اکلکتیزم ناراحت بودند داده شد. آن‌ها بر این عقیده بودند که باید عمق مطلب را در ورای ظواهر فرمال جستجو کرد و انتخاب روش باید مستدل به حقایق خارجی بود، ضمن اینکه از طریق عینی قابل لمس است.

## بحران در اکلکتیزم
از زمان انقلاب ۱۸۴۸ یعنی وقتی که هنر، علم و سیاست، بیش از پیش به یکدیگر مربوط شدند، اختلافات بین اکلکتیزم و رسیونالیست‌ها به اوج خود رسید. در سال ۱۸۵۲ رسیونالیست‌ها به رهبری (ویولت لودوک) با نوشتن مقالاتی علیه (اکلکتیزم)، تأکید می‌کند که معماری باید بر پایهٔ عملکرد، راه حل‌ها و خواص مصالح ساختمانی مستقر شود، و تمام انتقادات وارد بر اکلکتیزم را به آکادمی (مدرسهٔ هنرهای زیبا گراندپری) نسبت داد. هنگامی که تکنیک‌های ساختمان به‌سرعت رو به تکامل می‌رفت، فرهنگ هنری موروثی وارد بحران نهایی خود می‌شود. مکتب اکلکتیست سعی می‌کند که به استخوان بندی ساخت مهندسان، متانت و تشخص بدهد، بدون اینکه خود به اصلی قابل قبول دست یافته باشد. در سال ۱۸۷۶ مقرراتی برای آموزش آکادمیک تدوین شد در حالی که جنبه‌های قدیمی آموزش را تأیید می‌کرد بعضی از نظریات سیستماتیک رسونالیست‌ها را در موارد درسی در آن گنجاند. در برنامهٔ جدید از سبک‌ها به به عنوان وسیله‌ای فرعی صحبت شده‌است که هیچ‌کدام بر دیگری مزیتی ندارد، و آنچه معماران را از مهندسین متمایز می‌دارد آزادی در انتخاب فرم‌های مختلف است، که آن هم به‌نوبه خود امری ست فردی و تنها به طبقه معمار مربوط نمی‌شود زیرا بیشتر به احساس بستگی دارد تا به منطق. در این ایام اکلکتیزم دیگر به عنوان یک سبک بی‌ثبات تعبیر نمی‌شود و هدفش آن است که آگاهانه خود را از قید هر نوع مقررات رها ساخته، با چشمی بی طرفانه به مسائل بپردازد. هنرمندان پیشقدم جنبش مدرن با تکیه بر اصول آزادی فردی و اهمیت تخیل، بیانی نوین و مستقل از مدل‌های تاریخی خلق می‌کنندکه با موفقیت در مقابل سبک‌های کهن عرض اندام می‌نمایند.